# کیت فرگوسن
کیت فرگوسن (انگلیسی: Keith Ferguson؛ زادهٔ ۲۶ فوریهٔ ۱۹۷۲) یک خواننده، و هنرپیشه اهل ایالات متحده آمریکا است. وی از سال ۱۹۹۴ میلادی تاکنون مشغول فعالیت بوده‌است.
از فیلم‌ها یا برنامه‌های تلویزیونی که وی در آن نقش داشته است می‌توان به بامبی دو و مگامایند در مقابل سندیکای نابودی اشاره کرد.